# Llibre Vermell de Montserrat

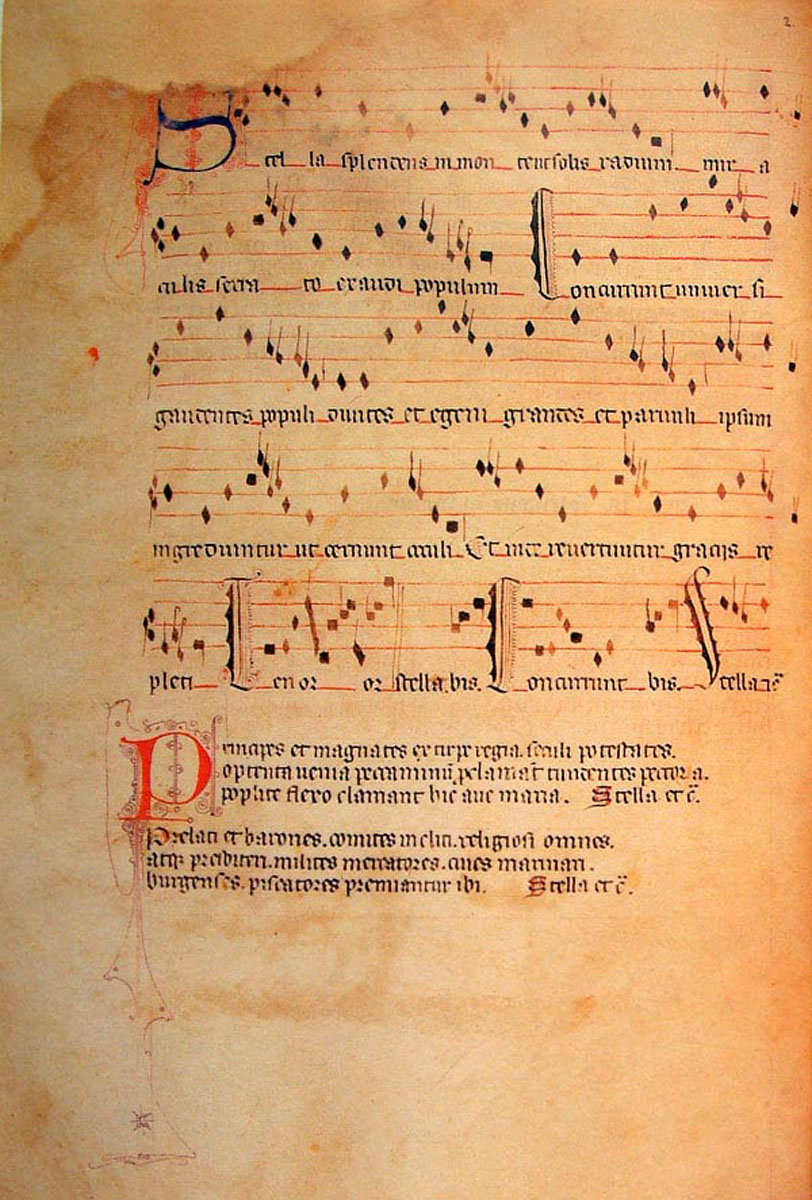
Виреле «Stella splendens» в Красной книге, f.22v

«Llibre Vermell de Montserrat» (в переводе с каталанского «Красная книга монастыря Монсеррат») — рукопись XIV века из бенедиктинского монастыря Монсеррат (Каталония). В одном из её разделов (конца XIV века) сохранились десять музыкальных произведений на 1-3 голоса, преимущественно на латинские тексты.

## Рукопись
«Красная книга», представляющая собой сборник песен средневековья, — самый известный и ценный манускрипт, хранящийся в библиотеке монастыря Монсеррат. Эпитет «красная» объясняется красным цветом переплёта, в который рукопись была заключена в XIX веке. Изначально манускрипт насчитывал 172 листа, но с течением времени 35 из них были утрачены (в 1811 г. монастырь был подожжён и разрушен войсками Наполеона), так что сохранились 137 листов.
В XIX веке манускрипт заново открыл монах-доминиканец, историк Хайме (Жауме) Вильянуэва. Сборник упомянут в 7-м томе его труда «Viage literario a las iglesias de España» (Литературное путешествие по церквам Испании), вышедшем в Валенсии в 1821 г. Как это часто бывает со средневековыми сборниками, содержание «Llibre Vermell» весьма разнообразно: это сведения о жизни монастыря и останавливавшихся в нём паломников, повествования о чудесах, призывы к набожной жизни, папские буллы.

## Музыкальный материал
Особенно ценны ff.21v—27r (этот раздел кодекса датируют 1398—1399 гг.), с десятью нотированными музыкальными сочинениями:
1. Канон «O Virgo splendens» (страницы 21v, 22r) («О сияющая Дева»);
2. Виреле «Stella splendens» (страницы 22v, 23r) («Сияющая звезда»);
3. Канон «Laudemus Virginem» (страница 23r) («Вознесём хвалу Деве»);
4. Канон «Splendens ceptigera» (страница 23r) («Сияющая властительница»);
5. Баллата «Los set gotxs» (страницы 23v, 24r) («Семь радостей»);
6. Виреле «Cuncti simus concanentes» (страница 24r) («Споём же вместе»);
7. Виреле «Polorum Regina» (страница 24v) («Царица небесная»);
8. Виреле «Mariam, matrem virginem, attolite» (страница 25r) («Хвала Марии, Пречистой Богородице»).
9. Мотет «Imperayritz de la ciutat joyosa» (страницы 25v, 26r) («Властительница Града небесного») ();
10. Виреле «Ad mortem festinamus» (страницы 26v, 27r) («Мы спешим навстречу смерти»).

Почему в рукопись был включён музыкальный материал, объясняется в приписке красными чернилами на листе 22r:
| «Quia interdum peregrini quando vigilant in ecclesia Beate Marie de Monte Serrato volunt cantare et trepudiare, et etiam in platea de die, et ibi non debeant nisi honestas ac devotas cantilenas cantare, idcirco superius et inferius alique sunt scripte. Et de hoc uti debent honeste et parce, ne perturbent perseverantes in orationibus et devotis contemplationibus» | «Поскольку случается, что паломники, ночуя в церкви Девы Марии Монсерратской, а также днём на церковной площади (где дозволено петь только благочестивые песни) порой изволят петь и танцевать, для этого некоторые [песни] и записаны здесь. Исполнять же эти песни следует благочестиво и смиренно, дабы не тревожить пребывающих в молитве и уединенном созерцании». |

Таким образом, в «Красной книге» собраны паралитургические (не предназначенные для богослужения духовные) песни, которые должны были развлечь паломников монастыря, заменяя привычные тем народные песни, содержание которых могло быть недостаточно религиозным.
Почти все песни, записанные в «Красной книге», посвящены Деве Марии. Это связано с тем, что объектом паломничества в монастыре Монсеррат была известная чудотворная статуя Богоматери «Чёрная Мадонна».
Для записи всех песен, кроме первой («O virgo splendens»), представленной в квадратной хоральной нотации, используется мензуральная нотация Ars nova, но без знаков мензуры (отсюда спорные — бинарные или тернарные — ритмические расшифровки). Акциденции («бемоли», «диезы», «бекары») не выписаны.
Авторы песен в «Llibre Vermell» безымянны. Вероятно, собрана музыка, сочинённая разными людьми. То, что для девяти из десяти песен была использована нотация Ars nova, означает, что записывавший шёл в ногу со временем. Стиль Ars nova не был широко распространён в Каталонии в то время, когда создавалась «Красная книга», а развивался преимущественно музыкантами королевского двора. Монахи могли иметь контакты с ними, например, когда профессиональные музыканты приезжали в монастырь в свите какого-нибудь знатного паломника. Сами монахи тоже ездили учиться за пределы монастыря, так что, несмотря на то что Монсеррат расположен в труднодоступном месте, культурные поездки и обмены были частыми и плодотворными.
Большинство песен, если не все они, были созданы раньше, чем была записана «Красная книга». Например, для мотета «Imperayritz de la ciutat joyosa» в рукописи приводятся два разных текста, которые могли петься одновременно (так называемый политекстовый мотет был особенно характерен для периода XIII в., периода Ars antiqua).
Пять песен («Stella splendens», «Mariam, matrem virginem, attolite», «Cuncti simus concanentes», «Polorum regina», «Ad mortem festinamus») по форме являются виреле.
Как отмечено в самом манускрипте, «O virgo splendens», «Laudemus Virginem» и «Splendens ceptigera» — это каноны (мелодию можно было исполнять как одноголосно, так и на 2-3 голоса, т. наз. канон в унисон). «Los set gotxs» — баллата, сходная по форме с баллатами итальянского Ars nova. «Imperayritz de la ciutat joyosa» — мотет во французском стиле, не содержащий, однако, тенора, характерного для этой музыкальной формы.
Четыре пьесы монодические («Polorum regina», «Cuncti simus concanentes», «Los set gotxs», «Ad mortem festinamus»), остальные полифонические, для 2-3 голосов (среди них три канона).
Текст песни «Los set gotxs» написан на каталанском языке, «Imperayritz de la ciutat joyosa» — на окситанском, остальные восемь текстов латинские.

## Танцы
Четыре произведения в манускрипте названы танцами. Таким образом, паломники, пришедшие в монастырь Монсеррат, получали в распоряжение не только приличествующие месту песни, но и танцы, через которые они могли выразить свою радость.
При «Stella splendens» есть пометка «ad trepudium rotundum», а при «Los set gotxs», «Cuncti simus concanentes» и «Polorum Regina» — «a ball redòn». Сочетание «ball redòn» на каталанском языке означает «круговой танец». Таким образом, эти песни сопровождали хоровод (коллективный круговой танец). Латинское слово «tripudium» («трипудий») в античности означало воинственный танец салиев (римских жрецов Марса и Квирина), основу хореографии которого составляли три шага (отсюда название). В контексте XIV века tripudium/trepudium rotundum, вероятно, означает просто хоровод.

## Аудиозаписи
Песни из сборника «Llibre Vermell» исполнялись многими ансамблями: «Alla Francesca», «Capella de Ministrers», «Drolls», «Hespèrion XX», «Laterna Magica», «Micrologus», «New London Consort», «Sarband», «Sequentia», «Theatrum Instrumentorum», «The Waverley Consort», «Unicorn», «Universalia in Re» и др.